# 斯塔爾 (愛達荷州)
斯塔爾（英語：Star）是一個位於美國愛達荷州埃達縣和坎寧縣的城市。

## 地理
斯塔爾的座標為43°41′39″N 116°29′25″W / 43.69417°N 116.49028°W，而該地的平均海拔高度為750米（即2470英尺）。

## 人口
根據2010年美國人口普查的數據，斯塔爾的面積為16.66平方千米，當中陸地面積為16.54平方千米，而水域面積為0.12平方千米。當地共有人口5793人，而人口密度為每平方千米347.72人。